# Biografen Nairi
Biografen Nairi (armeniska: Նաիրի կինոթատրոն}, Nairi kinotatron), är den näst största biografbyggnaden i Jerevan i Armenien. Biografen ligger vid korsningen mellan Mashtotsavenyn och Isahakyangatan i distriktet Kentron. 
Biografen Nairi öppnade 1920 i en annan byggnad på Amiryangatan och var då Jerevans första biograf. På 1950-talet flyttade biografen till nuvarande byggnad vid Mashtotsavenyn. Byggnaden ritades av Alexander Tamanian och uppfördes 1952–1954 med två biosalonger.